# Абдельгани, Магди
Магди́ Абдельгани́ Сеи́д Ахме́д (араб. مجدي عبد الغني سيد أحمد‎; род. 27 июля 1959, Каир) — египетский футболист, полузащитник.

## Клубная карьера
Магди Абдельгани, будучи воспитанником каирского клуба «Аль-Ахли», дебютировал в его составе в 1979-м году. В составе «Аль-Ахли» Абдельгани трижды становился чемпионом Египта, побеждал в кубке Египта, также три раза побеждал в Кубке Обладателей Кубков Африки и 1 раз — в Кубке Африканских Чемпионов. В 1988 году Абдельгани перебрался в португальский «Бейра-Мар», а в 1992-м он возвращается в Египет, где и завершает свою карьеру футболиста.

## Карьера в сборной
Магди Абдельгани попал в состав сборной Египта на Чемпионате мира 1990 года. Из 3-х матчей Египта на турнире Абдельгани провёл все 3 и без замен: матчи группового этапа против сборных Нидерландов, Ирландии и Англии. В матче с голландцами Абдельгани на 83-й минуте забил мяч с пенальти, этот гол стал единственным для сборной Египта на турнире и принёс ей ничью.

## Достижения

### Клубные
Аль-Ахли
- Чемпион Египта (3): 1984/85, 1985/86, 1986/87
- Обладатель Кубка Египта (1): 1984/85
- Победитель Кубка Обладателей Кубков Африки (3): 1984, 1985, 1986
- Победитель Кубка Африканских Чемпионов (1): 1987
- Победитель Афро-азиатского кубка (1): 1988

### Со сборной Египта
- Чемпион Африки (1): 1986